# Condado de Pawnee (Nebraska)
O Condado de Pawnee é um dos 93 condados do estado norte-americano de Nebraska. A sede do condado é Pawnee City, que é também a sua maior cidade. O condado tem uma área de 1121 km² (dos quais 3 km² estão cobertos por água), uma população de 3087 habitantes, e uma densidade populacional de 2,9 hab/km² (segundo o censo nacional de 2000). Foi fundado em 1854 e o seu nome provém da tribo ameríndia Pawnee.